# Выгода (Верховинский район)
Вы́года (укр. Вигода) — село в Верховинской поселковой общине Верховинского района Ивано-Франковской области Украины.
Население по переписи 2001 года составляло 167 человек. Почтовый индекс — 78716. Телефонный код — 03432.